# Néo-luddisme
Néo-luddisme est un néologisme apparu en 1990 qui désigne une mouvance activiste d'orientation technophobe, c'est-à-dire manifestant son opposition à tout ou partie du progrès technique et se concrétisant par le parasitage, la dégradation, la destruction d'équipements ; ou encore par des occupations de terrain visant à empêcher la construction de grandes infrastructures jugées contraires aux valeurs et croyances desdits activistes.
Cette mouvance apparaît lorsque la micro-informatique fait son apparition dans les foyers, durant les années 1980. On l'observe essentiellement en France et aux États-Unis, sans qu'aucune concertation ne vienne fédérer les actions. 
Dans la majorité des cas, ces actions sont justifiées par un discours axé sur la dénonciation des effets néfastes des technologies sur les individus et les communautés. Elles s'apparentent alors à la pensée technocritique,. Et ils s'efforcent de proposer des alternatives à l'idéologie productiviste.
Bien que contournant ouvertement la loi, les néo-luddistes invoquent les principes de légitimité, de désobéissance civile et de résistance à l'oppression, allant jusqu'à conférer à leurs actes une valeur civique. La plupart d'entre eux prônent un retour à des valeurs « naturelles », en opposition à celles imposées par la prolifération des « nouvelles technologies », qu'ils jugent porteuses de risques élevés pour l'environnement et pour l'humanité.
,
Une partie des néo-luddistes prônent la non-violence et la bienveillance (c'est le cas notamment dans les « zones à défendre ») ; d'autres la destruction de biens jugés nocifs (exemple : arrachage de plants d'OGM,) ; le cas de l'Américain Theodore Kaczynski, auteur de plusieurs attentats criminels entre 1978 et 1995, est exceptionnel.

## Origine du terme

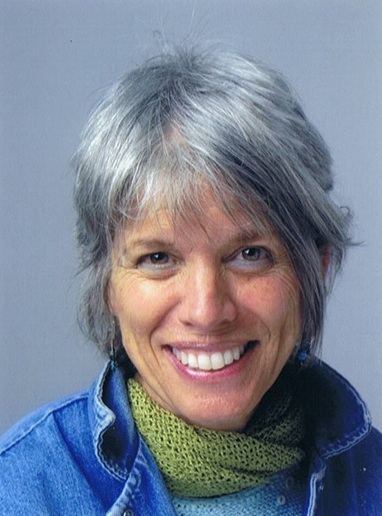
Chellis Glendinning.

Le mot « luddisme » désigne un mouvement de « briseurs de machines », qui s'est manifesté au début du XIXe siècle en Angleterre.
Le mot « néo-luddisme » est créé en 1990 par la militante américaine Chellis Glendinning (en).

## Motivations
Les  motifs invoqués sont principalement de trois ordres : écologique, politique et éthique. 
- Le progrès technique est coûteux en énergies fossiles et il est donc nuisible à l'environnement[7] au point d'être la cause d'un changement d'ère géologique : l'anthropocène. De nombreuses innovations sont la source de scandales sanitaires[8] et même de catastrophes, notamment nucléaires (Tchernobyl, Three Miles Island, Fukushima) et du réchauffement de la planète.

- Les techniques se multiplient sans jamais faire l'objet de débat démocratique, le principe de précaution n'existant qu'en théorie mais n'étant jamais ou rarement appliqué en raison de la pression des grands groupes industriels pour qui la technoscience constitue une source de profits considérables. Avec le nucléaire et les OGM, les techniques de télésurveillance (notamment la RFID)[9] et les nanotechnologies constituent leurs principales cibles.

- Sont également avancés des motifs éthiques : la biométrie ou la vidéosurveillance, par exemple, étant considérées comme portant atteintes aux libertés individuelles et générant progressivement un contrôle social susceptible de déboucher sur une nouvelle forme de totalitarisme[10]. Le téléphone portable, par ailleurs, occasionnerait un phénomène de dépendance à caractère pathologique : la nomophobie[11].

## Rappel historique
Les premières critiques envers le machinisme remontent à la fin du XVIIIe siècle, quand s'amorce la révolution industrielle. Ainsi, en 1778, dans Les Rêveries du promeneur solitaire, Jean-Jacques Rousseau exprime sa consternation face aux conditions de vie imposées aux mineurs. 
Très rarement, des ouvriers en viennent à briser leurs outils. En novembre 1788, à Falaise (Calvados), deux mille d'entre eux détruisent une machine à filer le coton à coups de bâton. Et le 14 juillet 1789, à Rouen, 300  à   400 personnes envahissent une filature et détruisent trente métiers mécaniques,. 
Au début du XIXe siècle, plus précisément en 1811-1812, se manifeste le premier important mouvement de « briseurs de machines », le seul connu à ce jour : des tondeurs et tricoteurs anglais affrontent leurs employeurs qui leur imposent l'utilisation de métiers à tisser. Ce mouvement prendra ultérieurement le nom de luddisme.
On recense quelques autres actions de destruction de machines en France durant la période de la Restauration mais globalement, le phénomène est inexistant durant tout le processus d'industrialisation qui remodèle le paysage européen puis celui des États-Unis. Ainsi, contrairement à une idée répandue, les canuts ne s'en prennent pas aux machines durant leur révolte à Lyon, dans les années 1830.
Certes, l'expansion du machinisme donne lieu à un grand nombre de réactions :
- d'une part chez les intellectuels, en premier lieu chez Karl Marx qui, à partir des années 1840, entreprend une critique de fond du système capitaliste ;
- d'autre part dans le monde ouvrier, à travers une succession de mouvements de grève et de révoltes sporadiques.

Mais Marx voit dans le bris de machines un signe d'immaturité politique : 

« Il faut du temps et de l'expérience avant que les ouvriers ayant appris à distinguer entre la machine et son emploi capitaliste, dirigent leurs attaques non contre le matériel de production mais contre son mode social d'exploitation. »

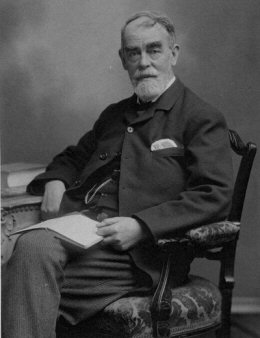
Samuel Butler.

Le marxisme commençant à se répandre, extrêmement rares sont les appels à détruire les machines comparables à celui de l'écrivain anglais Samuel Butler en 1872 : 

« Jour après jour, les machines gagnent du terrain sur nous ; jour après jour nous leur sommes plus asservis ; chaque jour de plus en plus d’hommes sont liés à elles comme des esclaves pour s’en occuper, chaque jour un plus grand nombre consacrent l’énergie de toute leur existence au développement de la vie mécanique. L’heure viendra où les machines détiendront la véritable suprématie sur le monde et ses habitants. Nous pensons qu’une guerre à mort devrait leur être déclarée sur-le-champ. Toute machine de n’importe quel type devrait être détruite par celui qui se soucie de son espèce. Ne faisons aucune exception, pas de quartier ! »

En définitive, plus jamais des machines ne sont collectivement détruites. Certes, en 1897 en France, la CGT adopte le sabotage comme technique militante, mais c'est uniquement pour faire pression sur le patronat et finalement y renoncer en 1918, au lendemain de la Révolution russe : les communistes étant convaincus qu'ils mettront fin au capitalisme en s'appropriant les moyens de production, ils n'entendent aucunement les détruire.
De fait, le capitalisme et le communisme (qui , tout au long du XXe siècle, constituent les deux grands systèmes économiques dominants sur la planète) partagent une même idéologie, le productivisme. Dans les deux camps, et pratiquement à tous les niveaux de l'échelle sociale, on défend l'idée du progrès et la conviction que celui-ci ne peut prendre forme qu'à travers la croissance économique (la seule différence étant que, dans le premier camp, les capitaux sont privés quand, dans le second, ils sont détenus par l'État).

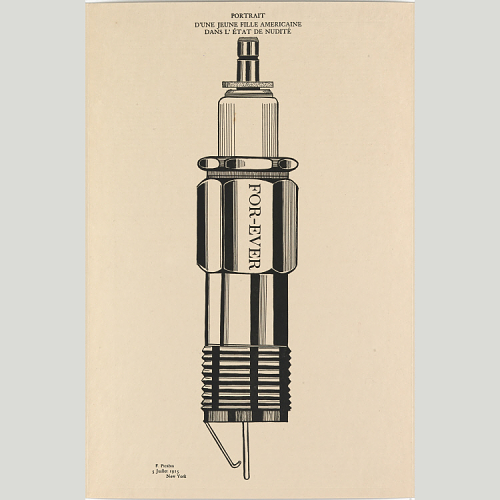
Au XXe siècle, le "progrès technique" suscite beaucoup d'enthousiasme, au point d'être célébré par un certain nombre d'artistes modernes.
Francis Picabia, Portrait d'une jeune fille américaine dans l'état de nudité, 1915.

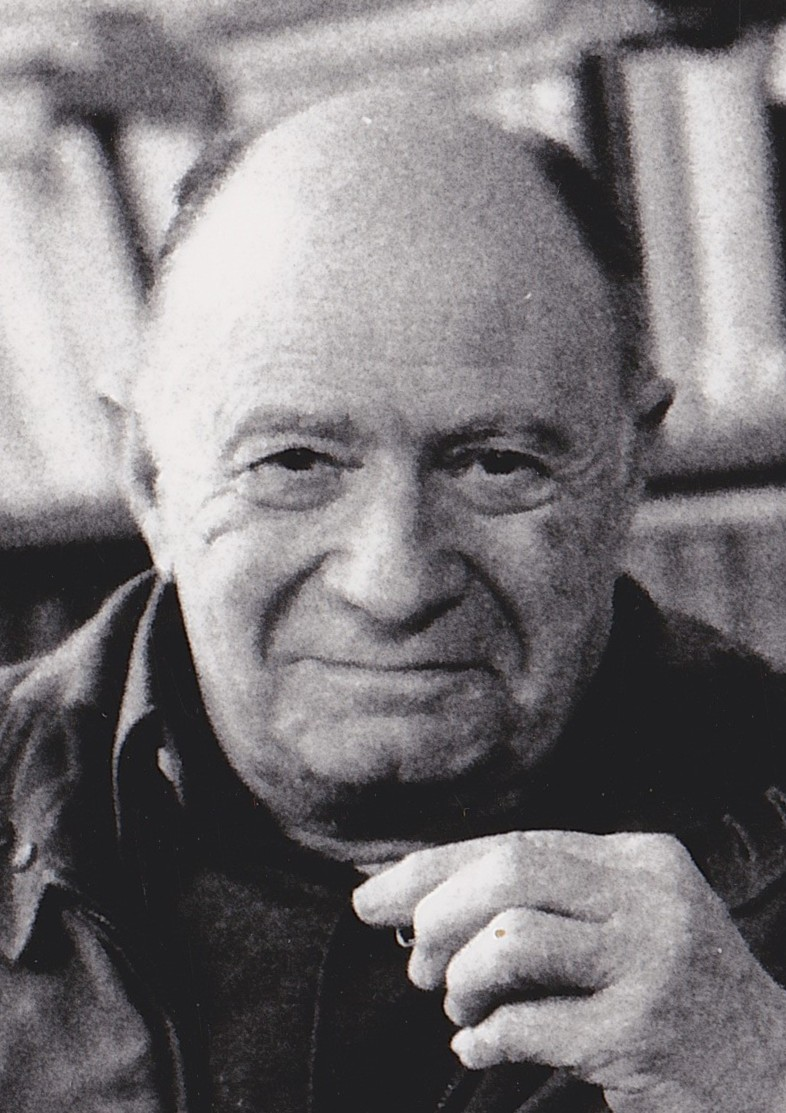
Jacques Ellul (en 1990).

La pensée technocritique émerge en France dans les années 1930 avec Jacques Ellul et Bernard Charbonneau. Ils affirment que l'antagonisme « capitalisme-communisme » est superficiel et que le problème fondamental des pays industrialisés, c'est la place qu'occupe la technique dans l'imaginaire collectif. Qui plus est, ils estiment que ce n'est pas un quelconque pouvoir politique ou de la finance qui dirige cette évolution mais la quasi-totalité des individus, du fait qu'ils sont gagnés par l'obsession du confort matériel : 

« La technique domine l'homme et toutes les réactions de l'homme. Contre elle, la politique est impuissante, l'homme ne peut gouverner parce qu'il est soumis à des forces irréelles bien que matérielles [...]. Dans l'état capitaliste, l’homme est moins opprimé par les puissances financières que par l’idéal bourgeois de sécurité, de confort et d’assurance. C'est cet idéal qui donne leur importance aux puissances financières. »

Toutefois, à partir de 1945, la rivalité idéologique entre les deux grandes puissances, les États-Unis et l'URSS, et la « guerre froide » qui s'ensuit sur toute la planète conditionnent l'ensemble du débat politique et la pensée technocritique occupe une place totalement marginale chez les intellectuels. Certes, l'usage des machines est régulièrement critiqué dans les pays occidentaux — notamment par les milieux syndicaux, en raison des cadences de travail qu'elles imposent — mais jamais les machines elles-mêmes ne sont visées. Le « progrès technique », en effet, suscite beaucoup plus d'enthousiasme que de crainte. 

Dans les années 1950, Ellul réaffirme que le problème fondamental n'est pas le capitalisme, ni même le machinisme, ni même les objets techniques mais ce qu'il appelle la « sacralisation de la technique » : 

« L'invasion technique désacralise le monde dans lequel l'homme est appelé à vivre. Pour la technique, il n'y pas de sacré, il n'y a pas de mystère, il n'y a pas de tabou. Et cela provient justement du (fait qu'elle est devenue un phénomène autonome). (...) La technique est désacralisante car elle montre, par l'évidence et non par la raison (...) que le mystère n'existe pas. (...) L'homme qui vit dans le milieu technique sait bien qu'il n'y a plus de spirituel nulle part. Et cependant, nous assistons à un étrange renversement ; l'homme ne pouvant vivre sans sacré, il reporte son sens du sacré sur cela même qui a (désacralisé la nature) : la technique. »

À la même époque, le philosophe allemand Günther Anders parle de « honte prométhéenne » pour exprimer l'idée que, face au développement exponentiel de la technique, les humains se sentent littéralement « dépassés » mais n'osent pas se l'avouer.
Dans les années 1970, la dégradation de l'environnement conduit à l'émergence de l'écologie politique. Alors qu'Ellul et Charbonneau créent une association pour lutter contre le bétonnage de la côte Atlantique, Kaczynski commet son premier attentat.
La montée en puissance de l'informatique aux États-Unis, dans les années 1980, conduit Chellis Glendinning à tenter de structurer un mouvement néo-luddite, en 1990. Le mot "néo-luddite" va se développer dans les milieux technocritiques. Toutefois, les faits ne suivent pas et les actes de dégradation de matériel restent extrêmement rares et de portée exclusivement symbolique. Ainsi par exemple le casse public d'un ordinateur par Kirkpatrick Sale en 1995, au New York City Town Hall.
Quand, au début du XXIe siècle, se développent la robotique, l'intelligence artificielle et internet, qu'est louée la « révolution numérique » et que les « nouvelles technologies » se multiplient non plus seulement dans le monde du travail (comme au temps du luddisme) mais dans la vie quotidienne, le néo-luddisme a cessé d'être une pratique militante.

## Émergence aux États-Unis
De la même manière que le luddisme, au XIXe siècle, s'était manifesté en Angleterre parce qu'elle était la première puissance industrielle mondiale, ce que l'on appelle "néo-luddisme" émerge aux États-Unis, où est née l'informatique. Et comme le mouvement hippie dans les années 1960 et 1970, il revendique — durant les années 1990 — une rupture radicale avec la société industrielle. Enfin, tout comme lui, il présente différentes sensibilités.
- Dans le sillage d'Henry Thoreau, les anarcho-primitivistes prônent le « retour à la nature » mais sans aucun sentimentalisme et avec au contraire beaucoup de pragmatisme, conscients de la rudesse de la nature. Des auteurs anarcho-primitivistes comme John Zerzan poursuivent donc des travaux qui critiquent la civilisation comme oppressante dans son essence, et défendent des modes de vie conçus comme plus libres tirant leur inspiration des chasseurs-cueilleurs préhistoriques. Zerzan va jusqu'à critiquer la domestication, le langage, la pensée symbolique (des mathématiques jusqu'à l'art) et le concept de temps.

- Kevin Robins et Frank Webster associent ce « retour aux sources » à la nécessité pour les humains de vivre dans des communautés plus restreintes, en vue d'établir des relations plus authentiques[19],[20]. »

- Theodore Kaczynski rapproche le système technicien du totalitarisme. En 1995, dans La Société industrielle et son avenir[20], il précise :

« La révolution industrielle et ses conséquences ont été un désastre pour la race humaine. Elle a accru la durée de vie dans les pays « avancés », mais a déstabilisé la société, a rendu la vie aliénante, a soumis les êtres humains à des humiliations, a permis l’extension de la souffrance mentale (et de la souffrance physique dans les pays du Tiers-Monde) et a infligé des dommages terribles à la biosphère. Le développement constant de la Technologie ne fera qu’aggraver la situation. Ce qu’auront à subir les hommes et la biosphère sera de pire en pire ; le chaos social et les souffrances mentales s’accroîtront, et il est possible qu’il en aille de même pour les souffrances physiques, y compris dans les pays « avancés ». »

« Le système techno-industriel peut survivre ou s’effondrer. S’il survit, il peut éventuellement parvenir à assurer un faible niveau de souffrances mentales et physiques, mais seulement après être passé par une longue et douloureuse période d’ajustements, et après avoir réduit les êtres humains et toutes les créatures vivantes à de simples rouages, des produits calibrés de la machine sociale.
En outre, si le système perdure, les conséquences sont inéluctables : il n’y a aucun moyen de réformer ou modifier le système de façon à l’empêcher de dépouiller les hommes de leur dignité et de leur autonomie. »

## Exemples en France
- Comité pour la liquidation ou la destruction des ordinateurs, Toulouse, 1980-1983
- Sabotage de l'entrepôt de Nérac, janvier 1998[21]
- Sabotage du Centre de coopération internationale en recherche agronomique pour le développement (CIRAD) de Montpellier, juin 1999[22]
- Sabotage d'une borne biométrique dans le lycée de la Vallée-de-Chevreuse, novembre 2005[23]
- Incendie de la Casemate, Grenoble, 2017[24]
- Occupation de la zone à défendre de Notre-Dame des Landes (jusqu'en 2018)
- Incendie des antennes-relais 5G du Mont Poupet dans le Jura en avril 2020[25]

## Critique de la mouvance
Dès les années 1950, Jacques Ellul trouve ridicule de s'en prendre aux objets techniques et aux machines. Selon lui, bien plus importante — car dépassant le cadre du machinisme — est la question de la technique, qui est d'ordre immatériel et qu'il définit comme « la recherche en toutes choses de la méthode absolument la plus efficace »: 

« La technique effectivement pris son point de départ dans l'existence de la machine. (...) Il est bien vrai que, sans la machine, le monde de la technique n'existerait pas. Mais expliquer ainsi cette situation ne la légitime absolument pas. Or il est incontestablement erroné de procéder à cette confusion, d'autant plus qu'elle conduit en général à considérer que, puisque la machine est à l'origine et au centre du problème technique, s'occuper de la machine c'est par conséquent s'occuper de tout le problème. C'est la une erreur plus grande encore. La technique a maintenant pris une autonomie à peu près complète à l'égard de la machine (...). La technique s'applique maintenant à des domaines qui n'ont plus grand chose à voir avec la vie industrielle. (...) c'est la machine qui, aujourd'hui, dépend en tout de la technique et ne la représente plus que pour une petite partie. (...) La technique assume aujourd'hui la totalité des activités de l'homme, et pas seulement son activité productrice. »

Et il fustige la technophobie : « c'est enfantin de dire que l'on est contre la technique, aussi absurde que de dire que l'on est opposé à une avalanche de neige ou à un cancer ».

## Déclin d'une utopie
Alors que les attentats perpétrés en France de 1980 à 1983 par le Comité pour la liquidation ou la destruction des ordinateurs constituent le seul exemple d'action méthodique au sein de la mouvance néo-luddite, en 1982, Jacques Ellul estime que le développement de la micro-informatique pourrait servir de tremplin à un mouvement radical mais il se ravise cinq ans plus tard : « Le système technicien, exalté par la puissance informatique, a échappé définitivement à la volonté directionnelle de l’homme. »
Mais dans les États-Unis des années 1990, alors qu'Internet fait sa première apparition et que les premiers transhumanistes expriment de plus en plus explicitement leur croyance dans le progrès, certains militants continuent de croire qu'il est possible de réguler, voire stopper, la prégnance de l'informatique sur les mentalités. Par sa référence appuyée au luddisme, en 1990, le manifeste néo-luddite appelle sinon à détruire des ordinateurs, du moins se mobiliser pour empêcher leur prolifération, quitte à se placer hors-la-loi. Son auteure ne passe toutefois jamais elle-même à l'acte, à la différence par exemple de Theodore Kaczynski (qui, jusqu'en 1995, poursuit ses attentats contre des personnes en lien avec l'informatique) ou de Kirkpatrick Sale (qui, la même année, détruit symboliquement un ordinateur en public). Un « congrès néo-luddite » se déroule en avril 1996 à Barnsville, dans l'Ohio, mais l'on en reste à des déclarations sans lendemain. Le néo-luddisme apparaît alors clairement comme une utopie.
Au début du XXIe siècle, le terme « néo-luddite » est parfois galvaudé et la déconnexion prend parfois des accents aberrants. En 2017, le journaliste Xavier de La Porte se demande finalement « pourquoi on ne brise plus les machines ». Il avance alors quatre hypothèses :
- la mouvance néo-luddite a toujours été peu soutenue par les syndicats ; or les marxistes considèrent qu’on ne casse pas des moyens de production car la fin du capitalisme (qui constitue leur but) passe par leur réappropriation ;
- l’informatique personnelle et internet sont, dès leurs origines, porteurs d‘un idéal d’émancipation qui rend indiscernable à tout phénomène d’asservissement ;
- le numérique ne constitue pas seulement un ensemble d’outils, c'est un milieu englobant. Du coup, plutôt que de « casser des machines », les esprits les plus radicaux pensent « quitter le milieu numérique », « se déconnecter » ;
- l'immense majorité des humains se sont résignés au fait que le numérique façonne leur existence.

#### En français
- François Jarrige, Face au monstre mécanique une histoire des résistances à la technique (Radicaux libres), Paris, Éd. Imho, 2009, 167 p. (ISBN 978-2-915517-38-5, OCLC 449489935)
- PMO, Le téléphone portable gadget de destruction massive, Montreuil, L'Échappée, coll. « Négatif », 2008, 96 p. (ISBN 978-2-915830-17-0, OCLC 717612369)
- PMO, RFID, la police totale : puces intelligentes et mouchardage électronique, Montreuil (32 Av. de la Résistance, 93100, L'Échappée, coll. « Négatif », 2008, 110 p. (ISBN 978-2-915830-26-2, OCLC 835326298)
- PMO, Aujourd'hui le nanomonde : nanotechnologies, un projet de société totalitaire, Montreuil, L'Échappée, coll. « Négatif », 2008, 431 p. (ISBN 978-2-915830-25-5, OCLC 470667351)`
- Cédric Biagini, Guillaume Carnino, Celia Izoard et PMO, La tyrannie technologique : critique de la société numérique, Paris, L'Echappée, coll. « Pour en finir avec », 2007, 254 p. (ISBN 978-2-915830-06-4, OCLC 421943145)
- Theodore Kaczynski (trad. de l'anglais), La Société industrielle et son avenir [« Industrial society and its future »], Paris, Ed. de l'Encyclopédie des nuisances, 1998, 123 p. (ISBN 978-2-910386-07-8, OCLC 56207900)

#### En anglais
- (en) Steven E. Jones, Against technology : from the Luddites to Neo-Luddism, New York, Routledge, 2006, 277 p. (ISBN 978-0-415-97867-5 et 978-0-415-97868-2, OCLC 474805284)
- (en) Kirkpatrick Sale, Rebels against the future : the Luddites and their war on the Industrial Revolution : lessons for the computer age, Reading, Mass, Addison-Wesley Pub. Co, 1996, 320 p. (ISBN 978-0-201-40718-1 et 978-0-201-62678-0, OCLC 47856712)
- (en) Neil Postman, Technopoly : the surrender of culture to technology, New York, Vintage Books, 1993 (1re éd. 1992), 222 p. (ISBN 978-0-679-74540-2, OCLC 392974178)
- Peter Quigley, Coyote in the Maze: Tracking Edward Abbey in a World of Words University of Utah Press, Salt Lake City, 1998   (ISBN 0-87480-563-5)
- Theodore Roszak, The Cult of Information: À Neo-Luddite Treatise on High-Tech, Artificial Intelligence, and the True Art of Thinking, 1994 2nd ed. University of California Press, Berkeley, California  (ISBN 0-520-08584-1)
- Edward Tenner, Why Things Bite Back: Technology and the Revenge of Unintended Consequences Knopf, New York, 1996  (ISBN 0-679-42563-2)

#### Mouvements liés
- Luddisme (XIXe siècle)
- Anarcho-primitivisme
- Anarchisme
- Libertaire
- Écologie libertaire
- Écologie sociale
- Écologie profonde
- Antiproductivisme
- Traction animale
- Comité liquidant et détournant les ordinateurs
- Pièces et main d'œuvre
- Faucheurs volontaires
- Zone à défendre

#### Concepts revendiqués
- Activisme politique
- Après-développement
- Auto-organisation
- Auto-régulation
- Civisme
- Communs
- Culture libre
- Décroissance
- Désobéissance civile
- Économie libre
- Liberté
- Nature humaine
- Nature
- Ouverture (philosophie)
- Système ouvert (la théorie des systèmes)
- Technocritique

#### Concepts attaqués
- Animal transgénique
- Anthropotechnie
- Cerveau global
- Cyborg
- Géants du web
- Grands travaux inutiles
- Intelligence Artificielle
- Interaction homme-robot
- Interactions homme-machine
- Nanotechnologie
- NBIC
- Noosphère
- Organisme génétiquement modifié
- Progrès
- Progrès technique
- Révolution numérique
- Robotique
- Singularité technologique
- Socialisation
- Super-organisme
- Totalitarisme
- Transhumanisme